# 尾形源治
尾形 源治（おがた げんじ、1892年9月9日 - 1978年8月6日）は日本の柔道家（講道館9段）。
京都武専や講道館で修業したのち選手として昭和天覧試合や全日本選士権大会等で活躍する一方、指導者としては大日本武徳会や三重県警察部を経て生まれ故郷の山形に道場を構え多くの門人をの育成に当たり、山形柔道界の大家と知られた。

## 経歴
山形県山形市は宮町3丁目の生まれ。
山形第三小学校高等科2年の頃、叔父が柔術の先生をしているという小柄な友人西村辨蔵が休み時間に体操場で五六人を前に見様見真似で大柄な友人三沢栄助に後ろから両手で抱き着かせたのを外し投技を仕掛けたところ、大きい体が風車の様に飛んで地響きをうって転倒し目を廻しながら気絶してしまい友人一同びっくり仰天。この時は駆け付けた学校の担任今野先生がバケツで水をぶっ掛けて息を吹き返し事無きを得たが、これを見ていた尾形は驚くと同時に柔術に大変な興味を抱いたという。
1906年に旧制山形中学校（現・県立山形東高校）に入学したのを機に新庄藩の柔術師範であった天野氏の子息である天野竜太郎の門をくぐり、そこで汲心流（きゅうしんりゅう）のはりま投げや絞技を習得した。中学3年次に大日本武徳会山形支部の大会で来県した磯貝一の妙技に魅せられ、柔道を専門に学ぶ事を決意する。
1911年に武徳会武道専門学校（武専）が創設され、磯貝が教授を務めると知った尾形は貧しい親に頼み込んで武専に1期生として進学。同窓には、後に“鬼瓦”で知られる倉田太一らがいた。
尾形の技の特徴として、立っては背負投や体落、釣込腰、大外刈、跳腰、払腰、巴投、浮技といった多彩な技を自在に使いこなし、どの技も単なる崩し技や連絡技ではなく相手を確実に一本に仕留めるだけの威力を持っていた。寝ても固技、絞技、関節技の変化に富み、とりわけ絞技に関しては送襟絞と横絞を得手として武専2年次には寝技の稽古中に磯貝一主任教授を下から絞め落した事もあった。尾形曰く「絞技は投技・固技から自然に入り、その要領は相手の背後から首に紐を巻きつける如し」「どんな大男や力持ちでも子供から紐で絞められれば気絶する、これが柔道における絞技の大きな利点である」との事。
武専2年生の夏休みを利用して友人2人と富士山登山をした帰途に東京の講道館に立ち寄った際、武徳会2段の尾形は白帯を撒いて講道館の稽古に参加した。初日の乱取稽古で慶応大学学生の黒帯を相手に横捨身技を仕掛け鎖骨を骨折させてしまい、平身低頭して謝罪。その後も白帯の尾形が黒帯を面白いように投げるので宗像逸郎監事の取り計らいで体の大きい2段位の者と乱取を行い、これは互いに優劣なく引き分けた。翌日、道場には「尾形源治 右は2段に編入す」の貼り紙が掲示されていたという。
1914年に成績優秀で武専を卒業すると同校の助手を経てのち助教となり、日本大学皇道学院ならびに講道館高等柔道教員養成所の本科を卒えた。
この頃、3段位の尾形は講道館の紅白試合に白軍大将として出場し、相手方紅軍に駒井重次2段（旧制四高）、鯨岡喬2段（東京高師）、桜庭武3段（東京高師）、小田常胤3段の4人を残して尾形の出番が回ってきた。
駒井戦ではまず釣込腰で腹這いにさせると、大柄な駒井を背後から絞めて一本勝。闘将・鯨岡とは寝技の攻防となって下から腕挫十字固に極めた。続く東京高師主将の桜庭は巴投で一閃し、これで3人を抜いた。
4人目となる相手方大将の小田3段は“常胤流”と世に知られた程の寝技の名人で、試合では予想通り小田が寝技に誘う展開に。身長172.7cm・体重75kgで寝技にも自信のあった尾形は、身長160cm・体重65kgと自分より小柄な小田の誘いに応じた。上から下から互いに秘術を尽くして揉み合い、尾形が崩上四方固に抑えたが4試合目の疲れからか脇がやや甘く、逆に返されて小田の上四方固に抑えられ、逆転の一本負を喫した。後に尾形は「返されて抑え込まれた固技は容易には逃れられない」「さすが常胤流は巧い」と語ったが、この大会での活躍を以って“京都に尾形あり”との名声が一気に広まった。
| 段位 | 年月日         | 年齢 |
| ---- | -------------- | ---- |
| 入門 | 不詳           | -    |
| 初段 | -              | -    |
| 2段  | 1913年9月23日  | 21歳 |
| 3段  | 1915年1月17日  | 22歳 |
| 4段  | 1918年1月13日  | 25歳 |
| 5段  | 1921年4月29日  | 28歳 |
| 6段  | 1926年12月15日 | 34歳 |
| 7段  | 1933年6月1日   | 40歳 |
| 8段  | 1937年12月22日 | 45歳 |
| 9段  | 1962年11月17日 | 70歳 |

学校制度の改革に伴い1919年に武専を辞任すると三重県警察部師範となり、翌1920年に故郷・山形県に戻ってからは旧制山形高等学校や母校の山形中学、大日本武徳会山形支部にて指導を行った。この間、1921年9月には柔道教士の称号を拝受している。
1929年5月の御大礼記念天覧武道大会では当時の柔道家にとって最大の栄誉である指定選士32人の1人として選出。指定選士の部では46歳で最年長出場の天野品市や40歳の福島清三郎、39歳の村治清治郎ら往年の名選手たちが嘗ての勇名に似ず揃ってリーグ戦敗退を喫す中、37歳の尾形は三船門下の白井清一や怪力で知られた朝鮮の古沢勘兵衛、慶大出の阿部大六に競り勝って決勝トーナメント進出を決め、古豪の中では一人気を吐く形となった。
決勝トーナメント1回戦（準々決勝戦）では、名人・三船の高弟で“三船2世”との呼び名高く警視庁師範を務める32歳の佐藤金之助6段と相対。開始早々に尾形の横捨身技が佐藤を捉えるも、投げられた佐藤の額が尾形の顔面と激突するアクシデントで両者悶絶。左目の上瞼に裂傷を負い鮮血激しい尾形は救護室で手当てを受け、一針縫って包帯で片目を遮られてしまったが、それでも尾形は医師の制止を振り切って試合場に再び上がった。
再開後、両者は組み合いながら互いにチャンスを窺い動き回った後に佐藤が一気に勝敗を決せんと大内刈に出れば、尾形はこれに引手十分の返し技で応じた。宙を舞いながらも体を空中で捻って難を逃れた佐藤に続けざまに寝技に引き込まれた尾形は、激しい攻防の末に崩上四方固に抑えられてしまう。これを逃れようと必死に抵抗する尾形だったが、縫合した瞼の傷口が破れてしまい包帯が真っ赤に染まる不運も重なって抑え込みは解けず、一本負けを喫した。
後日談であるが、怪我をしても試合を続けた理由を問われた尾形は「救護室での治療中、上京する際に山形駅に見送りに来てくれた山形高校や山形中学の教え子の感激に満ちた目がまざまざと浮かんできた」「山形で自分の勝利を祈り続けてくれてる弟子たちの為にも、例え片目でも戦い続けなければならないと決心した」と語っている。
翌1930年11月に講道館主催の第1回全日本選士権大会に専門成年前期の部で出場した尾形は順当に勝ち上がり、優勝候補の徳三宝を破り勢いに乗る熊本の宇土虎雄と決勝戦での1時間の激闘の末に優勢勝を収めて選士権を獲得し、38歳で終に柔道日本一の称号を得た。稽古相手に恵まれない東北の小さな町で独自の苦行難行を自らに課す事で鍛錬を続けた尾形は、天覧試合や全日本選士権に出場した30代後半の時でも25歳頃の体格（体重86kg）を維持していたという。
その後も郷里・山形に活動の拠点を置いて1946年に慈光寺隣地に開設した桜武会道場を中心に広く山形県で後進の指導に汗を流し、山形県有段者会副会長や山形県柔道連盟顧問、山形県柔道整復術師会会長といった要職を歴任。1962年11月にはその功績から講道館9段に列せられた。晩年には郁文堂書店より『柔道修業七十年の回顧と絵画』を出版しており、本の中では尾形の趣味である素人離れした水彩画も目にする事が出来る。
80歳を越えても山形柔道界の大家として後進の指導に当たった尾形は、1978年にその生涯を閉じている。